# 李萬慶
李万庆（？—1642年），明朝末年陕西延安人。
和张献忠和罗汝才一起参加反明起事，号称射塌天。转战陕西、山西、河南、湖广。崇祯十一年（1638年），张献忠投降明朝，第二年，他在内乡战败，也投降明朝。十五年（1642年），担任副总兵，跟随汪乔年在襄城之战对抗李自成，城破被杀。